# William (2e comte de Ross)
Pour les articles homonymes, voir William.
William (I) comte de Ross, (mort en 1274) en (gaélique écossais : Uilleam), est le 2e comte de Ross de 1251 à 1274.

## Biographie
William (I) de Ross, 2e comte de Ross et suffisamment vieux pour combattre en 1235 aux côtés de son père Farquhar Mac Taggart dont il n'hérite pas du surnom pour une raison inconnue. Il épouse vers 1220 Jeanne, fille de William Comyn, comte de Buchan, et soutient son beau-frère Walter Comyn, comte de Menteith, lors des conflits qui opposent les partis de nobles pendant la minorité d'Alexandre III d'Écosse.
Lorsque le roi Alexandre III commence à régner personnellement au début de la décennie 1260, il reprend les efforts de son père afin d'étendre le pouvoir royal sur l'ouest de l'Écosse. William est l'un des hommes de guerre les plus actifs du camp royal. En 1262, il est l'un des chefs qui ravagent Skye, et après l'échec de l'intervention de représailles dans la région du roi Haakon IV de Norvège l'année suivante, il reçoit la garde de Skye et de Lewis.
Il meurt à Earles Allane, très certainement les modernes Allanfearn ou Allangrange dans l'est du Ross, le 18 mai 1274; et il est vraisemblablement inhumé comme son père dans l'abbaye de Fearn.
À sa mort, son fils et homonyme William (II) lui succède comme 3e comte de Ross.